# 이미지네이션 테크놀로지
이매지네이션 테크놀로지(영어: Imagination Technologies Group plc)는 영국의 GPU 칩 설계 및 개발 회사이다.
초기 이매지네이션 테크놀로지사(社)의 PowerVR 제품군은 데스크톱 PC 시장에서 3dfx와 같은 기존 회사의 그래픽 카드보다 더 나은 가격대 성능비로 경쟁하는 제품이었다. PC 그래픽 카드 시장이 OpenGL과 Direct3D 등장 이후로 빠르게 변화하면서, PowerVR과 같은 소규모 업체는 시장에서 퇴출되었다.
이후 PowerVR은 저전력 그래픽 카드인 임베디드 GPU(그래픽 처리 장치)로 방향을 전환하였다. 시간이 지나면서 임베디드 시스템, 스마트폰에 사용되는 SoC에 사용될 수 있도록 변화하였다. PowerVR 가속기는 PowerVR에서 직접 제조하지 않으며, 회로 설계 및 특허권은 TI(텍사스 인스트루먼트), 인텔, 삼성, NXP 등 반도체 제조 회사에 라이선스된다.
2013년, 이메지네이션은 밉스테크놀로지(MIPS Technologies)를 6천만달러에 인수했다. 밉스 아키텍처의 디자인은 실리콘 그래픽스사의 컴퓨터 시스템, 시스코 시스템즈의 라우터, 소니의 플레이스테이션에 쓰여졌다.
이로써 밉스는 이메지네이션의 자회사가 됐다. 따라서, 이매지네이션은 MIPS 아키텍처와 관련해서 82개 핵심 특허를 확보하게 됐고, 또한 MIPS의 약 480여개에 달하는 특허에 대해 무료사용권리를 행사할 수 있게 됐다. GPU설계의 이매지네이션은 저전력 임베디드 AP칩으로 유명한 ARM과의 축적된 기술력을 기반으로 RISC칩 아키텍처를 개척한 MIPS의 CPU기술 간과의 새로운 정보를 통해 자체 보유해온 CPU에 기술력을 더하게 됐다.

## 상장폐지
약 30년 전 비디오로직(VideoLogic)이라는 사명으로 설립되었고 1994년에 런던 증권거래소(LSE)에 이미지네이션 테크놀로지(코드명:IMG)로 상장했다가 애플이 독자적인 GPU칩을 개발해 기술의존도를 낮추겠다고 공개 발표한 이후 급격한 주가 하락으로 이후 중국 자본으로 이루어진 캐년 브리지(Canyon Bridge)에 인수되면서 LSE 상장이 폐지되었다. 전문가들은 애플이 이미지네이션 테크놀로지의 본사 근처에서 GPU칩 회사를 설립하고 이미지네이션 테크놀로지의 핵심 설계기술자 등 직원들을 채용한점을 언급하면서 독자적인 GPU칩을 개발한다기보다는 이미지네이션 테크놀로지의 기술을 합법적으로 인수한 것일 수 있다는 시각을 내보이고 있다. 한편 업체 관계자는 이미지네이션 테크놀로지사가 자사의 매출 비중에서 애플의 의존도를 낮추고 수익의 다각화를 꾀하지 못한 부분을 강하게 언급하지 않고 있는 분위기이다.

## 제품군
- Power VR
- MIPS